# Adolf von Roxendorff
Adolf von Roxendorff (tidigare Roxendorff), född 19 oktober 1743 på Kolja gård i Älvestads församling, Östergötlands län, död 27 juni 1810 på Ottenby kungsgård, var en svensk friherre och militär.

## Biografi
Adolf von Roxendorff var son till generallöjtnanten friherre Carl Gustaf Roxendorff. Han blev kadett vid artilleriet 1758, styckjunkare 1759, underlöjtnant 1760, sekundadjutant 1761 och premiäradjutant 1764. Han blev premiärlöjtnant vid Artilleriregementets stockholmsbrigad 1772, kapten vid Södermanlands regemente 1773, major 1780 och premiärmajor 1781. Han utnämndes till överstelöjtnant 1788, blev överste i armén 1792, fick avsked 1793 och erhöll generalmajors karaktär 1800. Roxendorff deltog 1759–1762 i Pommerska kriget, varvid han tillhörde Wrangels frikår och svenska grenadjärbataljonen. Därunder bevistade han bland annat intagandet av Swinemünde och striderna Pasewalk, Jägersbrück, Ziethen och Anklam. Efter hemkomsten tjänstgjorde han en tid vid artilleriet i Kalmar, var 1768–1769 kommenderad på krutprobering vid Fliseryds krutbruk och användes 1772 som adjutant vid hertig Karls stab i Kristianstad. Under Gustav III:s ryska krig förde von Roxendorff tidvis befälet över Södermanlands regemente. Som sådan deltog han i landstigningen vid Fredrikshamn i augusti 1788 samt i reträtten från Liikala och striden vid Memälä by 1789. Samma år blev han sårad under sitt försvar av Anjala bro. 1808 tjänstgjorde von Roxendorfff som generalmajor och fördelningschef på Öland.